# Suidasia nesbitti
Suidasia nesbitti är en spindeldjursart som beskrevs av Hughes 1948. Suidasia nesbitti ingår i släktet Suidasia och familjen Suidasiidae. Inga underarter finns listade i Catalogue of Life.